# Wrightoporia micropora
Wrightoporia micropora är en svampart som beskrevs av P.K. Buchanan & Ryvarden 2000. Wrightoporia micropora ingår i släktet Wrightoporia och familjen Bondarzewiaceae.   Inga underarter finns listade i Catalogue of Life.